# دونا ويلكس
دونا ويلكس (بالإنجليزية: Donna Wilkes)‏ هي ممثلة أمريكية، ولدت في 14 نوفمبر 1958 بنيويورك في الولايات المتحدة.

## وصلات خارجية
- دونا ويلكس على موقع IMDb (الإنجليزية)
- دونا ويلكس على موقع قاعدة بيانات الفيلم (الإنجليزية)